# Imo Fiamalua
Imo Fiamalua (17 september 1986) is een Tuvaluaans voetballer die uitkomt voor Nanumaga.
Imo deed in 2007 mee met het Tuvaluaans voetbalelftal op de Pacific Games 2007, daar speelde hij vier wedstrijden. In 2008 deed hij met het Tuvaluaans zaalvoetbalteam bij de Oceanian Futsal Championship 2008 mee, waar hij alle zes wedstrijden speelde en een keer scoorde.